# Kirche Hohenmocker

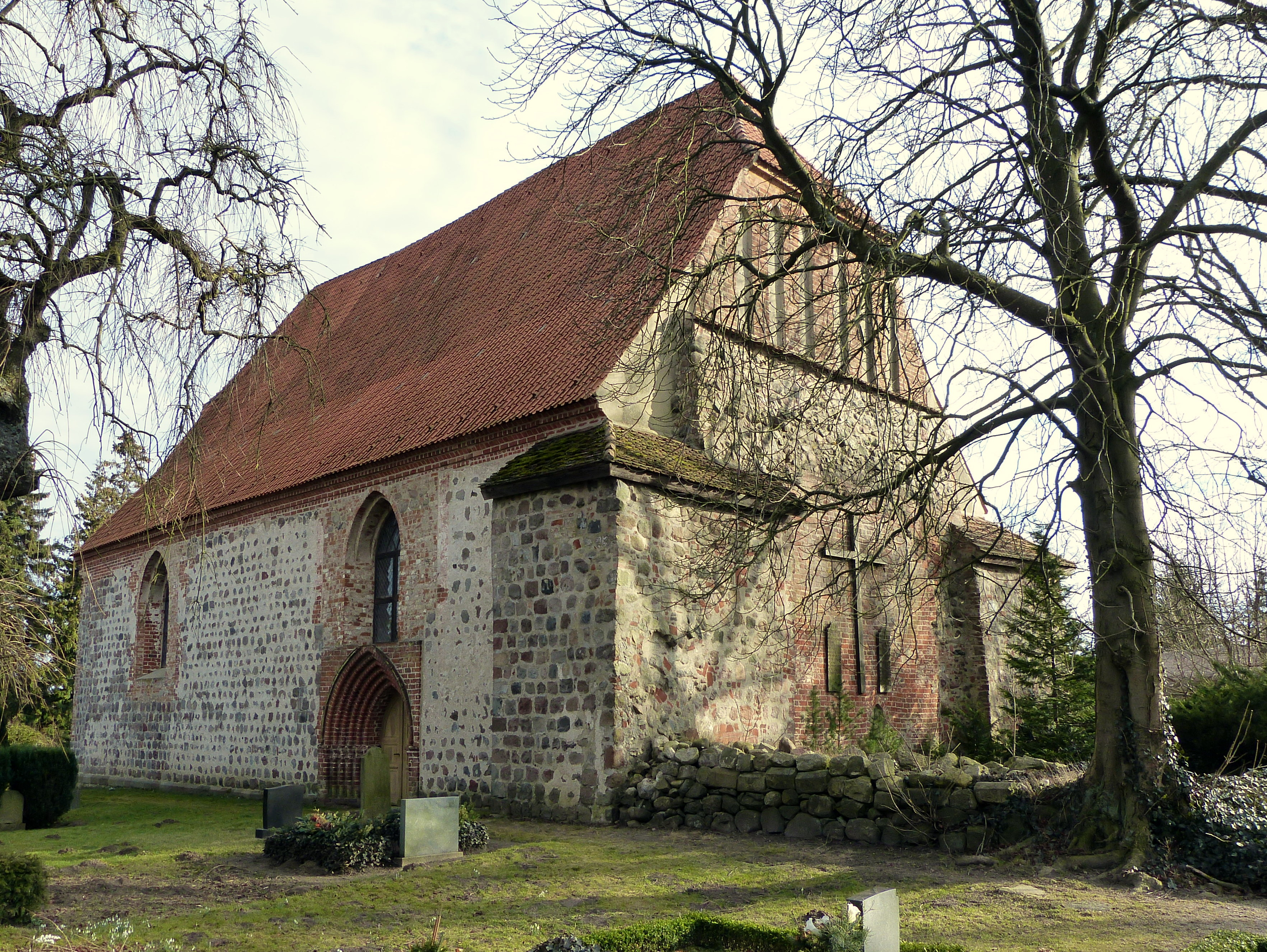
Kirche Hohenmocker

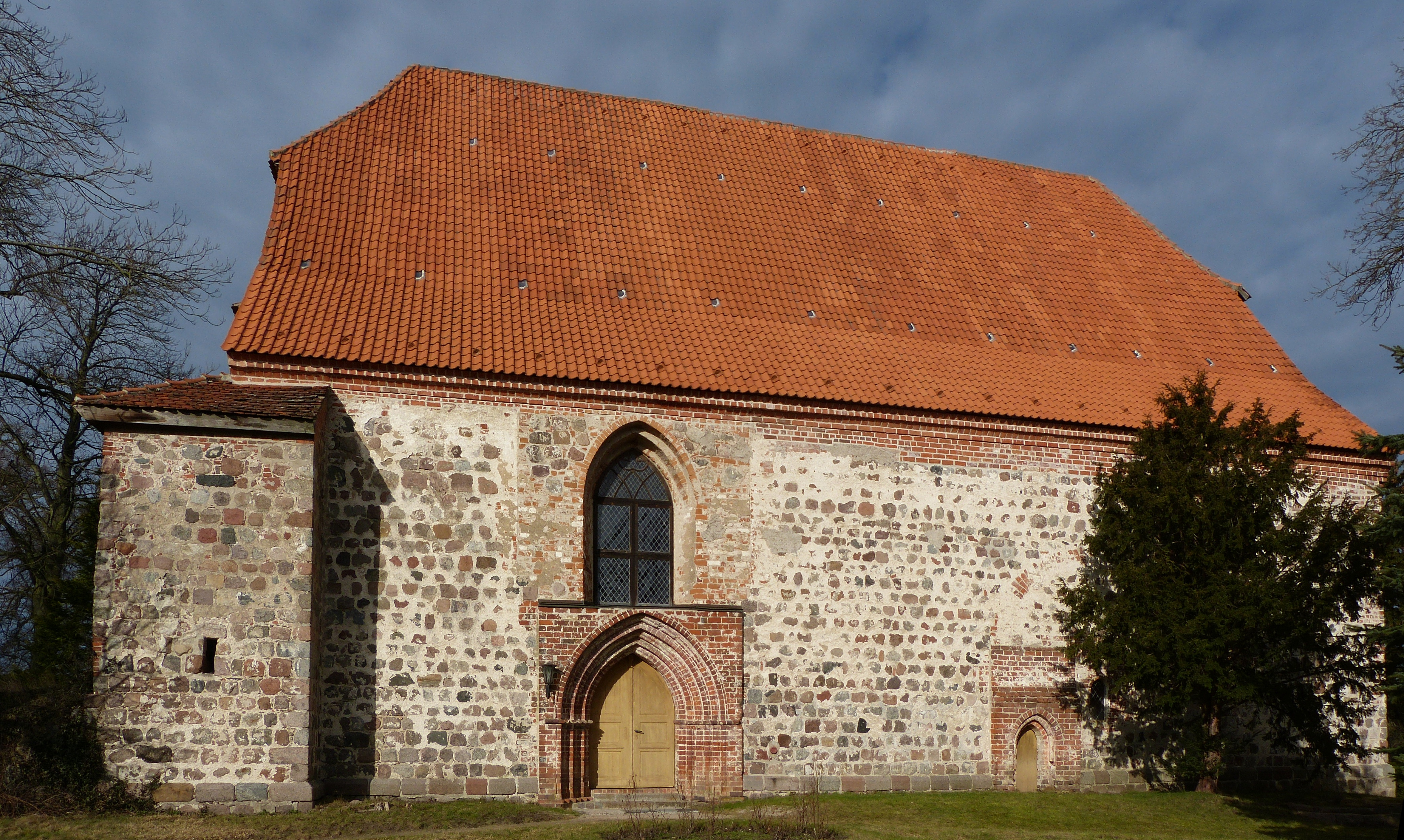
Südseite

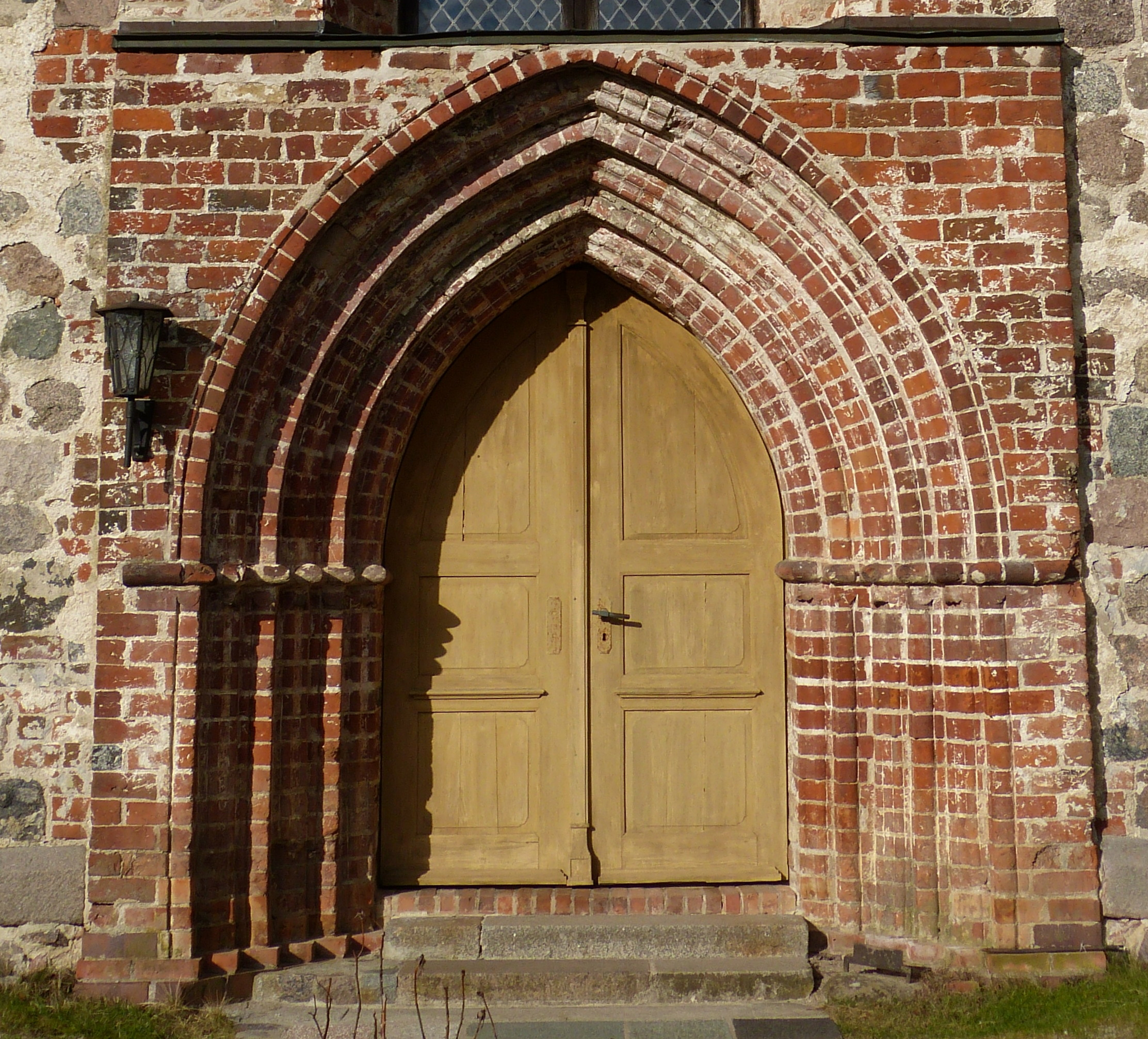
Südportal

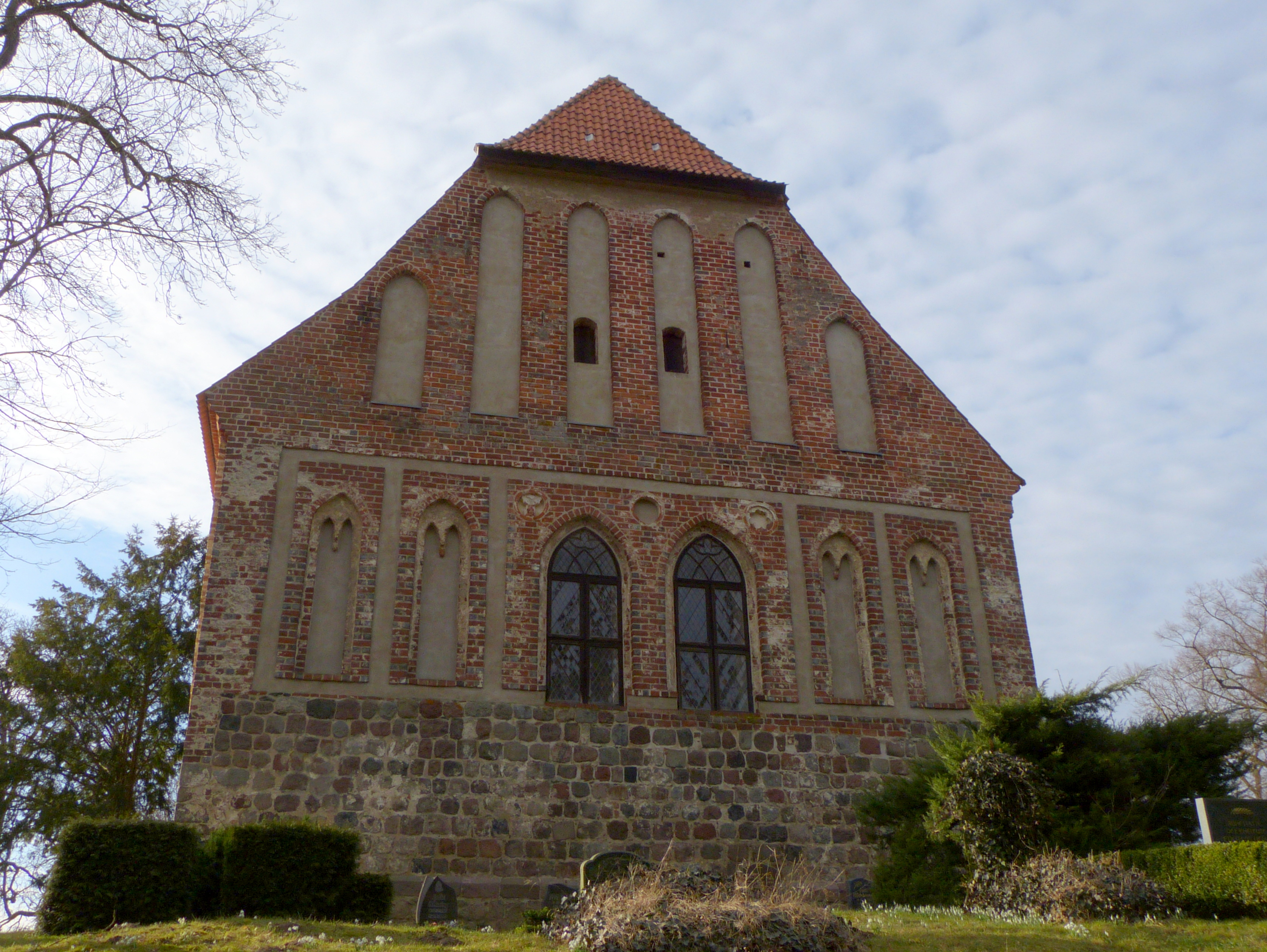
Ostgiebel

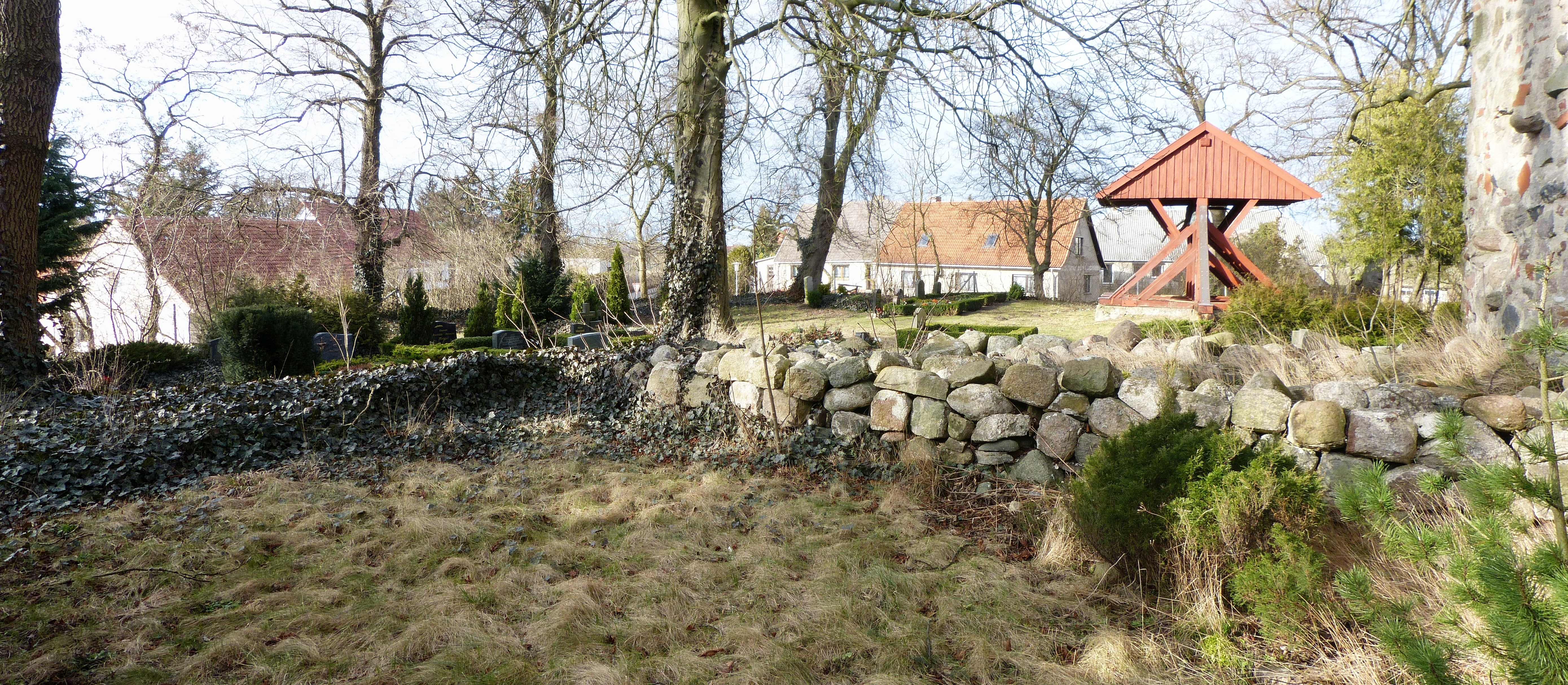
Reste des Turmunterbaus

Die Kirche Hohenmocker ist ein gotisches Kirchengebäude in der vorpommerschen Gemeinde Hohenmocker. Sie ist die älteste bekannte Kirche, die dem Kloster Verchen übereignet wurde. Ihre beiden Portale sind für eine Dorfkirche ungewöhnlich reich gegliedert.

## Geschichte
Die Kirche in Mokere wurde erstmals 1239 in einer Urkunde erwähnt, als Herzog Wartislaw III. von Pommern und die Witwe seines ehemaligen Kämmerers Dobislaw sie dem Sankt-Marien-Kloster in Klatzow verliehen. Damit ist sie die älteste bekannte Kirche, die im Besitz des Klosters war. Über das damalige Gebäude ist nichts bekannt, der heute bestehende Bau wird auf das Ende des 13. Jahrhunderts datiert. Ein Pfarrer namens Heinrich wurde 1300 genannt. Möglicherweise war er mit dem 1305 erwähnten Pfarrer Heinrich Pinnow identisch. 1342 hieß der Pfarrer Johann von Walsleben.
Bei der Kirchenvisitation 1571 wurde das Gebäude als baufällig eingestuft. 1835 wurde das Kircheninnere umgestaltet. In seinem 1898 veröffentlichten Heft zu den Denkmalen im Kreis Demmin bezeichnete Hugo Lemcke den Zustand des Gebäudes als „recht dürftig“.
Die evangelische Kirchengemeinde seit 2012 zur Propstei Demmin im Pommerschen Evangelischen Kirchenkreis der Evangelisch-Lutherischen Kirche in Norddeutschland. Vorher gehörte sie zum Kirchenkreis Demmin der Pommerschen Evangelischen Kirche. Zur Kirchengemeinde Hohenmocker sind gegenwärtig die Kirchen in Utzedel, Roidin, Hohenbüssow, Letzin und Gnevkow zusammengeschlossen.

## Architektur
Die auf einer den Ort überragenden Anhöhe errichtete Kirche wurde überwiegend aus Feldstein gemauert, Zierglieder und Giebel sind in Backstein ausgeführt. Das rechteckige Kirchenschiff von 28 Meter Länge und knapp 14 Meter Breite war ursprünglich zweijochig und kuppelgewölbt. An der nördlichen und der südlichen Seite befinden sich je ein spitzbogiges Portal sowie spitzbogige, breite Fenster. Die Kämpfer in den Laibungen des Südportals sind durch Kapitelle hervorgehoben. Im 19. Jahrhundert waren die Portale mit einem Kalkanstrich überzogen. Hugo Lemcke zählte sie zu den schönsten Dorfkirchenportalen in Pommern. Der Kunsthistoriker Franz Kugler sah eine Entsprechung zu deren Bauteilen bei der Anklamer Marienkirche.
Der in Backstein ausgeführte Ostgiebel wurde erst später errichtet. Er ist durch spitzbogige, von Putzfriesen umrahmte Blenden und zwei Fenster gegliedert. Ein ursprünglich vorhandener Kirchturm im Westen wurde bis auf Fundamentreste aus Feldstein abgetragen. Am Westgiebel sind ein Kreuz und zwei Gedenktafeln aus Holz befestigt.

## Innenausstattung
Zur Ausstattung gehört ein Kanzelaltar aus dem Jahr 1756 mit dem Wappen der Familie von Normann, aus derselben Zeit stammen das Chorgestühl und die Schranken. Im Jahr 1835 wurde die übrige Ausstattung eingebaut.
Die Orgel wurde 1854 von Nikolaus Fischer aus Demmin gebaut. Sie hat 8 Register mit einem Manual und Pedal. 1999 fand eine Restaurierung durch Rainer Wolter statt. 2019 sollen weitere Reparaturen folgen.

## Kirchhof mit Glockenstuhl
Auf dem Friedhof nördlich der Kirche befindet sich ein freistehender Glockenstuhl. Die ältere der beiden Glocken wurde 1730 in der Werkstatt von Michael Begun in Friedland gegossen. Die zweite Glocke, die 1800 von Gottlieb Becker in Stettin gegossen wurde, musste im 20. Jahrhundert als Rüstungsmaterial abgegeben werden und wurde durch eine stählerne Glocke ersetzt.
Südlich der Kirche sind verschiedene Grabstelen aus dem 18. und 19. Jahrhundert aufgestellt.